# Haplopteris scolopendrina
Haplopteris scolopendrina är en kantbräkenväxtart som först beskrevs av Jean Baptiste Bory de Saint-Vincent, och fick sitt nu gällande namn av Presl. Haplopteris scolopendrina ingår i släktet Haplopteris och familjen Pteridaceae. Inga underarter finns listade.